# Annalisa De Simone

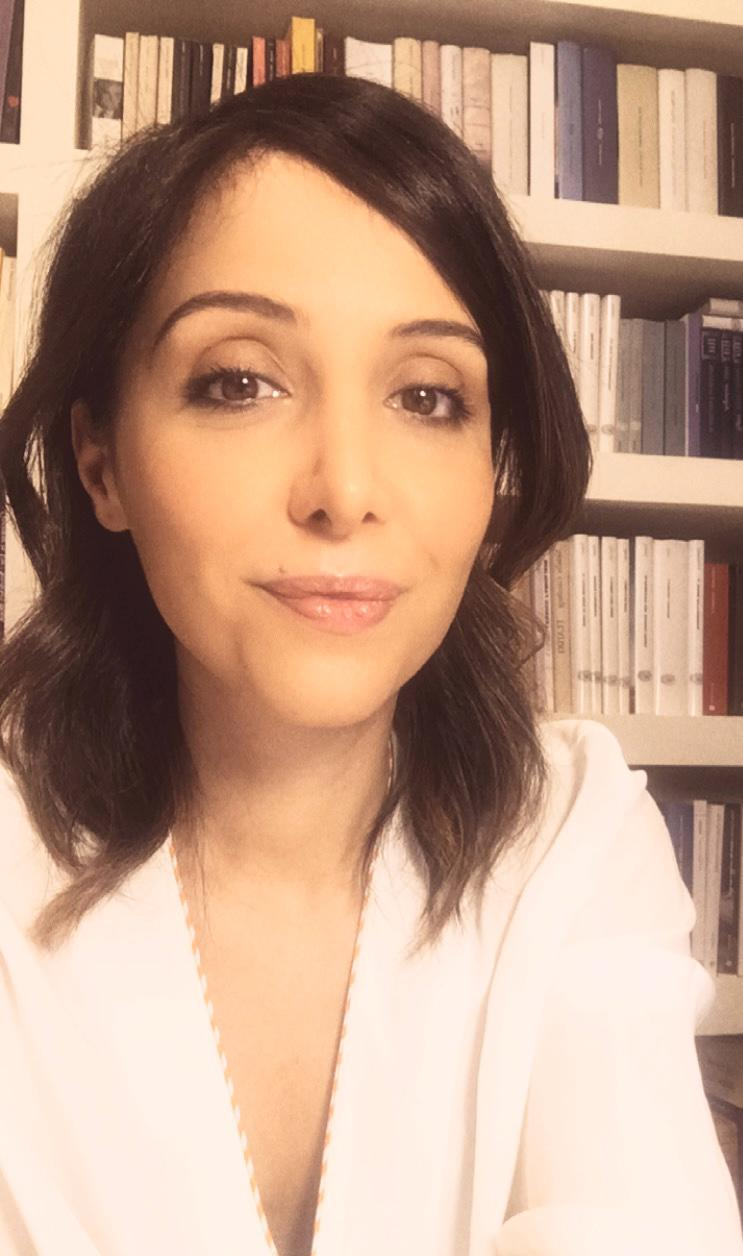
Annalisa De Simone

Annalisa De Simone (L'Aquila, 1983) è una scrittrice italiana.

## Biografia
Nata a L’Aquila nel 1983, vive e lavora a Roma. È laureata in "Scienze Umanistiche, arti musica e spettacolo" all'università La Sapienza di Roma, a cui è seguita la Laurea Magistrale in "Scrittura e produzioni dello spettacolo e dei media" nello stesso ateneo. Ha conseguito inoltre una laurea in Filosofia.
Durante gli studi universitari, si è dedicata alla stesura del suo romanzo d'esordio, Solo Andata, pubblicato nel 2013 da Baldini&Castoldi (oggi Dalai Editore). Per Marsilio Editori ha pubblicato Non adesso, per favore,, candidato da Roberto Cotroneo e Aldo Cazzullo al Premio Strega nel 2016. Ad esso sono seguiti i romanzi: Le mie ragioni te le ho dette (2017), Le amiche di Jane, sopravvivere all'innamoramento con Orgoglio e pregiudizio di Jane Austen (2018) e Sempre soli con qualcuno (2020), candidato al Premio Dolores Prato e al Premio Viareggio Répaci.
Suoi articoli sono apparsi su numerose testate e riviste come Unità online (per cui firma la rubrica Pensieri&Parole), IL Magazine (inserto culturale del Sole24Ore), Vanity Fair, Rivista Studio, Il Foglio, Il Messaggero, il Sole 24 Ore, Urban, Otto e mezzo, Linkiesta e Il Riformista.
È stata Presidente del Teatro Stabile d'Abruzzo nel 2017 e membro del Comitato Operativo per le iniziative culturali legale al decennale del sisma, scelta dal Ministero dei beni e delle attività culturali nel 2019. Per la città di L'Aquila ha ideato il "Festival internazionale degli Incontri – Incontro" come possibilità di tessere il dialogo con la comunità, soluzione alla disgregazione post-sisma, nuova occasione di crescita attraverso la cultura. Nel 2020 è nominata dal MiC membro del Consiglio di Amministrazione di Cinecittà; successivamente, diviene responsabile scientifico e docente del corso di scrittura creativa dell'Accademia Molly Bloom in collaborazione con la Luiss Business School.
Nel 2021 inizia la sua collaborazione editoriale con Rai Fiction, per la quale lavora anche come producer di Mare Fuori 5.

## Opere
- Solo Andata, Dalai Editore, 2013, ISBN 9788867620906.
- Non adesso, per favore, Marisilio Editori, 2016, ISBN 9788831723688.
- Le mie ragioni te le ho dette, Marsilio Editori, 2017, ISBN 9788831727778.
- Le amiche di Jane, sopravvivere all’innamoramento con "Orgoglio e pregiudizio" di Jane Austen, collana Passaparola, Marislio Editori, 2019, ISBN 9788829700660.
- Sempre soli con qualcuno, Marsilio Editori, 2020, ISBN 9788829709991.